# Premiul Shogakukan Manga
Premiul Shogakukan Manga este unul din cele mai importante premii manga japoneze, sponsorizat de editura Shogakukan Publishing. Este acordat anual seriilor manga încă din 1955, unor candidați ale mai multor edituri.
Categoriile curente ale premiilor sunt:
- Copii (児童向け部門 Jidō muke bumon?)
- Băieți  (少年向け部門 Shōnen muke bumon?)
- Fete (少女向け部門 Shōjo muke bumon?)
- General (一般向け部門 Ippan no muke bumon?)

Inițial, era un singur premiu general. În 1976, categoria Băieți a fost introdusă, în 1980 fiind transformată într-o categorie comună Băieți/Fete, și apoi împărțită în 1984 în premii separate pentru Băieți și Fete. Categoria Copii a fost introdusă în 1982. Din 1976 până în 1989, categoria Generală a fost numită Seinen/Categorie Generală (青年一般向け部門 Seinen ippan no muke bumon?).
Premii speciale sunt acordate uneori pentru lucrări excepționale, realizări de-alungul vieții, și așa mai departe.

## Beneficiari
| Year | General | Shōnen (Băieți)                                                                | Shōjo (Fete)                                                                             | Kodomo (Copii)                                                   |
| ---- | --- | ------------------------------------------------------------------------------ | ---------------------------------------------------------------------------------------- | ---------------------------------------------------------------- |
| 1956 | Pūtan, Noboru Baba                                                                                            | n/a                                                                            | n/a                                                                                      | n/a                                                              |
| 1957 | Oyama no ka Bachan, Eijo Ishida                                                                               | n/a                                                                            | n/a                                                                                      | n/a                                                              |
| 1958 | Manga Seminar on Biology și Bīko-chan, Osamu Tezuka                                                           | n/a                                                                            | n/a                                                                                      | n/a                                                              |
| 1959 | Little Black Sambo și Shiaseno Ōji, Senba Tarō                                                                | n/a                                                                            | n/a                                                                                      | n/a                                                              |
| 1960 | Korisu no Bokko, Jirō Tada Bonko-chan și Faichin-san, Toshiko Ueda (tie)                                      | n/a                                                                            | n/a                                                                                      | n/a                                                              |
| 1961 | n/a | n/a                                                                            | n/a                                                                                      | n/a                                                              |
| 1962 | Science-kun no Sekai Ryokō, Reiji Aki                                                                         | n/a                                                                            | n/a                                                                                      | n/a                                                              |
| 1963 | Susume Roboketto și Tebukuro Tecchan, Fujiko Fujio                                                            | n/a                                                                            | n/a                                                                                      | n/a                                                              |
| 1964 | Fight Sensei și Stop! Nii-chan, Hisashi Sekitani                                                              | n/a                                                                            | n/a                                                                                      | n/a                                                              |
| 1965 | Osomatsu-kun, Fujio Akatsuka                                                                                  | n/a                                                                            | n/a                                                                                      | n/a                                                              |
| 1966 | Baki-chan to Ganta, Kazuo Maekawa                                                                             | n/a                                                                            | n/a                                                                                      | n/a                                                              |
| 1967 | n/a | n/a                                                                            | n/a                                                                                      | n/a                                                              |
| 1968 | Sabu to Ichi Torimono Hikae, Shotaro Ishinomori                                                               | n/a                                                                            | n/a                                                                                      | n/a                                                              |
| 1969 | Animal 1 și Inakabbe Taisho, Noboru Kawasaki                                                                  | n/a                                                                            | n/a                                                                                      | n/a                                                              |
| 1970 | Fire!, Hideko Mizuno                                                                                          | n/a                                                                            | n/a                                                                                      | n/a                                                              |
| 1971 | Glass no Shiro, Masako Watanabe Gag Ojisan și Oya Baka Tengoku, Aki Ryuzan (tie)                              | n/a                                                                            | n/a                                                                                      | n/a                                                              |
| 1972 | Hana Ichimonme, Shinji Nagashima Minashigo Hutch, Tatsuo Yoshida (tie)                                        | n/a                                                                            | n/a                                                                                      | n/a                                                              |
| 1973 | To-chan no Kawaii Oyome-san și Hashire! Boro, Hiroshi Asuna                                                   | n/a                                                                            | n/a                                                                                      | n/a                                                              |
| 1974 | Otoko to Aho Kōshien și Deba to Batto, Shinji Mizushima                                                       | n/a                                                                            | n/a                                                                                      | n/a                                                              |
| 1975 | The Drifting Classroom, Kazuo Umezu                                                                           | n/a                                                                            | n/a                                                                                      | n/a                                                              |
| 1976 | Golgo 13, Takao Saito                                                                                         | Poe no Ichizoku și They Were Eleven, Moto Hagio                                | n/a                                                                                      | n/a                                                              |
| 1977 | Abu-san, Shinji Mizushima                                                                                     | Captain și Play Ball, Akio Chiba Ganbare Genki, Yū Koyama (tie)                | n/a                                                                                      | n/a                                                              |
| 1978 | Notari Matsutarō, Tetsuya Chiba                                                                               | Galaxy Express 999 și Senjo Manga Series, Leiji Matsumoto                      | n/a                                                                                      | n/a                                                              |
| 1979 | Haguregumo, George Akiyama                                                                                    | Dame Oyaji, Mitsutoshi Furuya                                                  | n/a                                                                                      | n/a                                                              |
| 1980 | Doza no Ippon Tsuri, Yusuke Aoyagi                                                                            | To Terra... și Kaze to Ki no Uta, Keiko Takemiya                               | To Terra... și Kaze to Ki no Uta, Keiko Takemiya                                         | n/a                                                              |
| 1981 | Hakatakko Junjō and Gangaragan, Hōsei Hasegawa Jarinko Chie, Etsumi Haruki (tie)                              | Urusei Yatsura, Rumiko Takahashi                                               | Urusei Yatsura, Rumiko Takahashi                                                         | n/a                                                              |
| 1982 | Sanchōme no Yūhi, Ryōhei Saigan                                                                               | Dr. Slump, Akira Toriyama                                                      | Dr. Slump, Akira Toriyama                                                                | Doraemon, Fujiko Fujio                                           |
| 1983 | Tsuribaka Nisshi, Jūzō Yamasaki și Ken'ichi Kitami                                                            | Miyuki și Touch, Mitsuru Adachi                                                | Miyuki și Touch, Mitsuru Adachi                                                          | Game Center Arashi și Kon'nichiwa! Mi-com, Mitsuru Sugaya        |
| 1984 | Hidamari no Ki, Osamu Tezuka                                                                                  | Musashi no Ken, Motoka Murakami                                                | Kisshō Tennyo, Akimi Yoshida                                                             | Panku Ponk, Haruko Tachiiri                                      |
| 1985 | Human Crossing, Masao Yajima și Kenshi Hirokane                                                               | Futari Daka și Area 88, Kaoru Shintani                                         | Yume no Ishibumi, Toshie Kihara                                                          | Kinnikuman, Yudetamago                                           |
| 1986 | Bokkemon, Takashi Iwashige                                                                                    | Hatsukoi Scandal și Tobe! Jinrui II, Akira Oze                                 | Zenryaku: Milk House, Yumiko Kawahara                                                    | Asari-chan, Mayumi Muroyama                                      |
| 1987 | Oishinbo, Tetsu Kariya și Akira Hanasaki                                                                      | Ginga: Nagareboshi Gin, Yoshihiro Takahashi                                    | Yami no Purple Eye, Chie Shinohara                                                       | Ganbare, Kickers!, Noriaki Nagai                                 |
| 1988 | Hotel și Manga Nihon Keizai Nyumon, Shotaro Ishinomori                                                        | Just Meet și Fuyu Monogatari, Hidenori Hara                                    | Boyfriend, Fuyumi Soryo                                                                  | Tsurupika Hagemaru, Shinbo Nomura                                |
| 1989 | Tale of Genji, Miyako Maki                                                                                    | B.B., Osamu Ishiwata                                                           | Fancy Dance, Reiko Okano                                                                 | Obochama-kun, Yoshinori Kobayashi                                |
| 1990 | Yawara!, Naoki Urasawa                                                                                        | Ucchare Goshogawara, Tsuyoshi Nakaima                                          | Papa Told Me, Nanae Haruno                                                               | Lovely Mari-chan, Kimiko Uehara                                  |
| 1991 | F, Noboru Rokuda                                                                                              | Mobile Police Patlabor, Masami Yūki                                            | Crest of the Royal Family, Hosokawa Chieko Hajime-chan ga Ichiban!, Taeko Watanabe (tie) | Amaizo! Dango, Moo. Nenbei                                       |
| 1992 | Kazoku no Shokutaku și Asunaro Hakusho, Fumi Saimon                                                           | Ushio and Tora, Kazuhiro Fujita                                                | Makoto Call!, Kazuko Fujita                                                              | Dojji Donbei, Tetsuhiro Koshita                                  |
| 1993 | Okami-san, Ichimaru Miyamoto kara Kimi e, Hideki Arai (tie)                                                   | Ghost Sweeper Mikami, Takashi Shiina Yaiba, Gosho Aoyama (tie)                 | Basara, Yumi Tamura                                                                      | n/a                                                              |
| 1994 | Kaze no Daichi, Nobuhiro Sakata și Eiji Kazama                                                                | YuYu Hakusho, Yoshihiro Togashi                                                | Bara no Tame ni, Akemi Yoshimura                                                         | One More Jump, Michiyo Akaishi                                   |
| 1995 | Bokkō, Hideki Mori                                                                                            | Slam Dunk, Takehiko Inoue                                                      | Baby and Me, Marimo Ragawa                                                               | Ore wa Otoko Da! Kunio-kun, Kōsaku Anakubo                       |
| 1996 | Ron, Motoka Murakami Gallery Fake și Tarō, Fujihiko Hosono (tie)                                              | Major, Takuya Mitsuda                                                          | Boys Over Flowers, Yoko Kamio                                                            | Kocchi Muite! Miiko, Eriko Ono                                   |
| 1997 | Gekka no Kishi, Junichi Nōjō                                                                                  | Firefighter! Daigo of Fire Company M, Masahito Soda                            | Kanon, Chiho Saito                                                                       | Midori no Makibaō, Tsunomaru                                     |
| 1998 | Azumi, Yū Koyama                                                                                              | Ganba! Fly High, Shinji Morisue and Hiroyuki Kikuta                            | Ceres, Celestial Legend, Yuu Watase                                                      | Ninpen Manmaru, Mikio Igarashi                                   |
| 1999 | Aji Ichi Monme, Zenta Abe and Yoshimi Kurata                                                                  | Project ARMS, Kyoichi Nanatsuki și Ryōji Minagawa                              | Angel Lip, Kiyoko Arai                                                                   | n/a                                                              |
| 2000 | n/a | Monkey Turn, Katsutoshi Kawai Hikaru no Go, Yumi Hotta și Takeshi Obata (tie)  | Bara-Iro no Ashita, Ryo Ikuemi                                                           | Taro the Space Alien, Yasunari Nadotoshi                         |
| 2001 | Monster, Naoki Urasawa                                                                                        | Detective Conan, Gosho Aoyama Cheeky Angel, Hiroyuki Nishimori (tie)           | Red River, Chie Shinohara                                                                | Seikimatsu Leader den Takeshi!, Mitsutoshi Shimabukuro           |
| 2002 | Heat, Buronson și Ryoichi Ikegami                                                                             | InuYasha, Rumiko Takahashi                                                     | Kaguyahime, Reiko Shimizu Yasha, Akimi Yoshida (tie)                                     | Pukupuku Natural Circular Notice, Sayuri Tatsuyama               |
| 2003 | 20th Century Boys, Naoki Urasawa                                                                              | Zatch Bell!, Makoto Raiku                                                      | Nana, Ai Yazawa Kaze Hikaru, Taeko Watanabe (tie)                                        | Croket!, Manabu Kashimoto                                        |
| 2004 | Dr. Koto Shinryojo, Takatoshi Yamada                                                                          | Yakitate!! Japan, Takashi Hashiguchi Fullmetal Alchemist, Hiromu Arakawa (tie) | Lovely Complex, Aya Nakahara                                                             | Mirmo!, Hiromu Shinozuka                                         |
| 2005 | Team Medical Dragon, Tarō Nogizaka and Akira Nagai                                                            | Bleach, Tite Kubo                                                              | Sand Chronicles, Hinako Ashihara Bokura ga Ita, Yūki Obata (tie)                         | Sgt. Frog, Mine Yoshizaki Grandpa Danger, Kazutoshi Soyama (tie) |
| 2006 | A Spirit of the Sun, Kaiji Kawaguchi Rainbow nisha rokubō no shichinin, George Abe și Masasumi Kakizaki (tie) | Wild Life, Masato Fujisaki                                                     | Sonnan Ja Nee Yo!, Kaneyoshi Izumi                                                       | Animal Alley, Ryō Maekawa                                        |
| 2007 | Bengoshi no Kuzu, Hideo Iura                                                                                  | Kekkaishi, Yellow Tanabe                                                       | 7 Seeds, Yumi Tamura                                                                     | Kirarin Revolution, An Nakahara                                  |
| 2008 | Bambino!, Tetsuji Sekiya Kurosagi, Takeshi Natsuhara and Kuromaru (tie)                                       | Daiya no Ace, Yūji Terajima                                                    | Boku no Hatsukoi o Kimi ni Sasagu, Kotomi Aoki                                           | Keshikasu-kun, Noriyuki Murase                                   |